# Hwang Ui-jo
Đây là một tên người Triều Tiên, họ là Hwang.
Hwang Ui-jo (tiếng Hàn: 황의조; phát âm tiếng Hàn Quốc: [hwaŋ.i.dʑo] or [hwaŋ] [ɰi.dʑo]; Hanja: 黄义助; Hán-Việt: Hoàng Nghĩa Trợ; sinh ngày 28 tháng 8 năm 1992) là một cầu thủ bóng đá người Hàn Quốc thi đấu ở vị trí tiền đạo cho Nottingham Forest tại Premier League và Đội tuyển bóng đá quốc gia Hàn Quốc.

## Sự nghiệp

### Seongnam
Anh được lựa chọn bởi Seongnam Ilhwa Chunma ở đợt tuyển quân K League 1 2013. Anh có bàn thắng tại màn ra mắt trước Suwon Samsung Bluewings ngày 3 tháng 3 năm 2013.
Anh được mong đợi rời Seongnam FC khi họ xuống chơi ở K League 2 năm 2017 vì anh được xem là một trong những tiền đạo Hàn Quốc đầy tiềm năng, nhưng anh đồng ý ở lại với Seongnam FC sau khi Park Kyung-hoon thuyết phục anh ở lại.

### Gamba Osaka
Vào tháng 6 năm 2017, Hwang đã ký hợp đồng hai năm với câu lạc bộ J1 League Gamba Osaka.  Trong mùa giải 2018 , anh ấy đóng một vai trò quan trọng giúp đội bóng tránh bị xuống hạng tránh xuống hạng và kết thúc mùa giải với tư cách là vua phá lưới của đội với 21 bàn thắng.  Anh được trao danh hiệu Cầu thủ xuất sắc nhất J.League và Cầu thủ xuất sắc nhất năm của Gamba Osaka.

### Bordeaux
Vào ngày 15 tháng 7 năm 2019, Hwang chuyển đến câu lạc bộ Bordeaux của Ligue 1,ký vào bản hợp đồng có thời hạn 4 năm.Vào ngày 25 tháng 8 năm 2019, anh ghi bàn thắng đầu tiên trong màu áo câu lạc bộ trong trận đấu với Dijon.

## Thống kê câu lạc bộ
Tính đến 1 tháng 1 năm 2024
| Câu lạc bộ          | Mùa giải            | Giải đấu            | Giải đấu | Giải đấu | Cúp quốc gia | Cúp quốc gia | Cúp liên đoàn | Cúp liên đoàn | Cúp quốc tế | Cúp quốc tế | Khác | Khác | Tổng cộng | Tổng cộng |
| Câu lạc bộ          | Mùa giải            | Hạng đấu            | Trận     | Bàn      | Trận         | Bàn          | Trận          | Bàn           | Trận        | Bàn         | Trận | Bàn  | Trận      | Bàn       |
| ------------------- | ------------------- | ------------------- | -------- | -------- | ------------ | ------------ | ------------- | ------------- | ----------- | ----------- | ---- | ---- | --------- | --------- |
| Seongnam FC         | 2013                | K League 1          | 22       | 2        | 2            | 1            | —             | —             | —           | —           | —    | —    | 24        | 3         |
| Seongnam FC         | 2014                | K League 1          | 28       | 4        | 4            | 1            | —             | —             | —           | —           | —    | —    | 32        | 5         |
| Seongnam FC         | 2015                | K League 1          | 34       | 15       | 3            | 3            | —             | —             | 8           | 3           | —    | —    | 45        | 21        |
| Seongnam FC         | 2016                | K League 1          | 37       | 9        | 3            | 0            | —             | —             | —           | —           | 1    | 0    | 41        | 9         |
| Seongnam FC         | 2017                | K League 2          | 18       | 5        | 3            | 0            | —             | —             | —           | —           | —    | —    | 21        | 5         |
| Seongnam FC         | Tổng cộng           | Tổng cộng           | 139      | 35       | 15           | 5            | —             | —             | 8           | 3           | 1    | 0    | 163       | 43        |
| Gamba Osaka         | 2017                | J1 League           | 13       | 3        | 0            | 0            | 2             | 0             | —           | —           | —    | —    | 15        | 3         |
| Gamba Osaka         | 2018                | J1 League           | 27       | 16       | 1            | 0            | 6             | 5             | —           | —           | —    | —    | 34        | 21        |
| Gamba Osaka         | 2019                | J1 League           | 19       | 4        | 0            | 0            | 3             | 3             | —           | —           | —    | —    | 22        | 7         |
| Gamba Osaka         | Tổng cộng           | Tổng cộng           | 59       | 23       | 1            | 0            | 11            | 8             | —           | —           | —    | —    | 71        | 31        |
| Bordeaux            | 2019–20             | Ligue 1             | 24       | 6        | 1            | 0            | 1             | 0             | —           | —           | —    | —    | 26        | 6         |
| Bordeaux            | 2020–21             | Ligue 1             | 36       | 12       | 1            | 0            | —             | —             | —           | —           | —    | —    | 37        | 12        |
| Bordeaux            | 2021–22             | Ligue 1             | 32       | 11       | 1            | 0            | —             | —             | —           | —           | —    | —    | 33        | 11        |
| Bordeaux            | 2022–23             | Ligue 2             | 2        | 0        | 0            | 0            | —             | —             | —           | —           | —    | —    | 2         | 0         |
| Bordeaux            | Tổng cộng           | Tổng cộng           | 94       | 29       | 3            | 0            | 1             | 0             | —           | —           | —    | —    | 98        | 29        |
| Olympiacos (Ioan)   | 2022–23             | Super League Greece | 5        | 0        | 1            | 0            | —             | —             | 6           | 0           | —    | —    | 12        | 0         |
| FC Seoul (mượn)     | 2023                | K League 1          | 18       | 4        | 0            | 0            | —             | —             | —           | —           | —    | —    | 18        | 4         |
| Norwich City (mượn) | 2023–24             | Championship        | 17       | 3        | 0            | 0            | 1             | 0             | —           | —           | —    | —    | 18        | 3         |
| Tổng cộng sự nghiệp | Tổng cộng sự nghiệp | Tổng cộng sự nghiệp | 332      | 94       | 20           | 5            | 13            | 8             | 14          | 3           | 1    | 0    | 380       | 110       |

## Sự nghiệp quốc tế
Tính đến 16 tháng 11 năm 2023
Hwang Ui-Jo ghi bàn thắng đầu tiên trong trận giao hữu Hàn Quốc-Jamaica vào ngày 13 tháng 10 năm 2015.

### Bàn thắng quốc tế
Kết quả liệt kê bàn thắng của Hàn Quốc trước.
| #   | Ngày                 | Địa điểm                                                  | Đối thủ      | Tỉ số | Kết quả | Giải đấu                 |
| --- | -------------------- | --------------------------------------------------------- | ------------ | ----- | ------- | ------------------------ |
| 1.  | 13 tháng 10 năm 2015 | Sân vận động World Cup Seoul, Seoul, Hàn Quốc             | Jamaica      | 3–0   | 3–0     | Giao hữu                 |
| 2.  | 12 tháng 10 năm 2018 | Sân vận động World Cup Seoul, Seoul, Hàn Quốc             | Uruguay      | 1–0   | 2–1     | Giao hữu                 |
| 3.  | 17 tháng 11 năm 2018 | Sân vận động Suncorp, Brisbane, Úc                        | Úc           | 1–0   | 1–1     | Giao hữu                 |
| 4.  | 20 tháng 11 năm 2018 | Trung tâm thể thao và điền kinh Queensland, Brisbane, Úc  | Uzbekistan   | 2–0   | 4–0     | Giao hữu                 |
| 5.  | 7 tháng 1 năm 2019   | Sân vận động Al-Maktoum, Dubai, UAE                       | Philippines  | 1–0   | 1–0     | Asian Cup 2019           |
| 6.  | 16 tháng 1 năm 2019  | Sân vận động Al-Nahyan, Abu Dhabi, UAE                    | Trung Quốc   | 1–0   | 2–0     | Asian Cup 2019           |
| 7.  | 7 tháng 6 năm 2019   | Sân vận động chính Asiad Busan, Busan, Hàn Quốc           | Úc           | 1–0   | 1–0     | Giao hữu                 |
| 8.  | 11 tháng 6 năm 2019  | Sân vận động World Cup Seoul, Seoul, Hàn Quốc             | Iran         | 1–0   | 1–1     | Giao hữu                 |
| 9.  | 5 tháng 9 năm 2019   | Sân vận động Başakşehir Fatih Terim, Istanbul, Thổ Nhĩ Kỳ | Gruzia       | 1–0   | 2–2     | Giao hữu                 |
| 10. | 5 tháng 9 năm 2019   | Sân vận động Başakşehir Fatih Terim, Istanbul, Thổ Nhĩ Kỳ | Gruzia       | 2–1   | 2–2     | Giao hữu                 |
| 11. | 14 tháng 11 năm 2020 | Sân vận động Wiener Neustadt, Wiener Neustadt, Áo         | México       | 1–0   | 2–3     | Giao hữu                 |
| 12. | 17 tháng 11 năm 2020 | BSFZ-Arena, Maria Enzersdorf, Áo                          | Qatar        | 2–1   | 2–1     | Giao hữu                 |
| 13  | 5 tháng 6 năm 2021   | Sân vận động Goyang, Goyang, Hàn Quốc                     | Turkmenistan | 1–0   | 5–0     | Vòng loại World Cup 2022 |
| 14  | 5 tháng 6 năm 2021   | Sân vận động Goyang, Goyang, Hàn Quốc                     | Turkmenistan | 5–0   | 5–0     | Vòng loại World Cup 2022 |
| 15  | 2 tháng 6 năm 2022   | Sân vận động World Cup Seoul, Seoul, Hàn Quốc             | Brasil       | 1–1   | 1–5     | Giao hữu                 |
| 16  | 14 tháng 6 năm 2022  | Sân vận động World Cup Seoul, Seoul, Hàn Quốc             | Ai Cập       | 1–0   | 4–1     | Giao hữu                 |
| 17  | 20 tháng 6 năm 2023  | Sân vận động World Cup Daejeon, Daejeon, Hàn Quốc         | El Salvador  | 1–1   | 1–1     | Giao hữu                 |
| 18  | 13 tháng 10 năm 2023 | Sân vận động World Cup Seoul, Seoul, Hàn Quốc             | Tunisia      | 4–0   | 4–0     | Giao hữu                 |
| 19  | 16 tháng 11 năm 2023 | Sân vận động World Cup Seoul, Seoul, Hàn Quốc             | Singapore    | 4–0   | 5–0     | Vòng loại World Cup 2026 |